# Stazione di Kyoto
La stazione di Kyoto (京都駅?, Kyōto-eki) è una stazione ferroviaria situata a Kyoto, nella omonima prefettura. È una delle più grandi stazioni del Giappone e una delle più trafficate. L'edificio esistente all'inizio del ventunesimo secolo è stato progettato da Hiroshi Hara e completato nel 1997, causando alcune polemiche per le scelte architettoniche poco in linea con la città.
Per via della sua grandezza l'edificio ospita anche centri commerciali, hotel, cinema e perfino alcuni uffici dell'amministrazione cittadina.

## Linee

### Treni
- JR Central
  - Tōkaidō Shinkansen
- JR West
  - Linea principale Tōkaidō
  - Linea principale Sanin
  - Linea Sagano
  - Linea Nara
  - Linea Kosei
  - Linea Kusatsu
- Ferrovie Kintetsu
  - Linea Kintetsu Kyōto

### Metropolitana
- Metropolitana di Kyoto
  - Linea Karasuma

## Intorno alla stazione
- Stazione di Shichijō (七条駅, 20 minuti a piedi[1]): Ferrovie Keihan, ■ Linea principale Keihan

### Uscita Karasuma
- Kyoto Tower (京都タワー, 2 minuti a piedi)
- Higashi Hongan-ji (東本願寺, 7 minuti a piedi)
- Nishi Hongan-ji (西本願寺, 10 minuti a piedi)

### Uscita Hachijō
- Tō-ji (東寺, 15 minuti a piedi)